# Contrapunct (Star Trek: Voyager)
„Contrapunct” (titlu original: „Counterpoint”) este al 10-lea episod din al cincilea sezon al serialului TV american științifico-fantastic Star Trek: Voyager și al 104-lea în total. A avut premiera la 16 decembrie 1998 pe canalul UPN. Episodul a fost regizat de Les Landau, scenariul a fost scris de Michael Taylor.

## Prezentare
În timp ce traversează spațiul rasei Devore, USS Voyager este percheziționată în mod constant pentru a vedea dacă nu are la bord telepați.

## Actori ocazionali
- Mark Harelik - Kashyk
- Randy Oglesby - Kir
- J. Patrick McCormack - Prax
- Alexander Enberg - Vorik
- Randy Lowell - Torat